# Thaur
Thaur je obec v okrese Innsbruck-venkov v Tyrolsku v Rakousku. Obec se nachází v soudním okrese Hall in Tirol.  Žije zde přibližně 4 000 obyvatel. Thaur je vyhledávanou rezidenční obcí. Navzdory sídelnímu tlaku vyplývajícímu z blízkosti zemského hlavního města Innsbrucku se venkovské centrum obce z velké části zachovalo.

## Poloha
Thaur leží na východním úpatí pohoří Nordkette, na staré vesnické cestě z Innsbrucku do Hallu a je jednou ze sdružení obcí MARTHA. Obec tvoří shluk vesnic na mírném svahu, který se nachází převážně severně od této silnice. Nejvyšším bodem obce je vrchol Hintere Bachofenspitze (2668 m n. m.) v řetězci Gleirsch-Halltal.
Obec má celkovou rozlohu 21 km², z toho 401,5 ha je zemědělská půda, 952 ha tvoří lesy a 94 ha připadá na alpské louky a pastviny.
Sousední obce
| Innsbruck | Scharnitz | Absam         |
| Rum       |           | Hall in Tirol |
|           | Ampass    |               |

## Historie
Urnové pohřebiště z doby bronzové naznačuje, že oblast byla osídlena již kolem roku 1000 př. n. l.
Název Thaur pochází pravděpodobně z keltského jazyka a znamená skála, hora (průsmyk). Dalším původem jména by mohlo být rétorománské taur nebo tgaura „koza“, a odkazovat tak na využití pastvin. První písemná zmínka pochází z roku 827, kde je Thaur poprvé zmiňován v tzv. Quartinus-Urkunde (kvartinské listině) jako „Taurane“ – majetek zde byl převeden na klášter Innichen.
Ve středověku byla významným artiklem sůl, která se získávala ze solných pramenů.
V roce 1283 je poprvé zmiňován soudní dvůr jako Pfleger im Inntal, který sídlil na hradu Theur. Ve 13. století byl rozšířen hrad Thaur. Po požáru a silném zemětřesení z něj dnes zbyly jen ruiny. Hrad Thaur byl kdysi jedním z největších hradů v údolí řeky Inn. Po jeho zničení se soud přestěhoval do Pflegamtshaus ve vsi.
V obci se nachází pět kostelů. Významný je barokní poutní kostel Romedikirchl nad obcí zasvěcený svatému Petru a Pavlovi a svatému Romediovi. Je postaven v blízkosti předpokládaného sídla svatého Romedia, hradu Thaur. 
Od roku 1959 je obec součástí tyrolské bezcelní zóny (katastrální obec Thaur II, exkláva v městské části Hall). V roce 1971 byl další pás podél Innu vyčleněn jako obchodní a průmyslová zóna.
Po scelování pozemků (pozemkových úpravách) v oblasti Thaurer Au do roku 2006 se v současné době čistí i historicky značně roztříštěné území Thaurer Felder. Dosud není jasné, do jaké míry zde dosud čitelná síť římských cest, která je pod památkovou ochranou jako významná archeologická památka rané historie osídlení centrálního údolí řeky Inn, skutečně pochází z římské doby.

## Znak
Blason: Ve stříbře na třech zelených kopcích tři věže s červenými střechami.
Obecní znak, udělený v roce 1953, odpovídá pečeti dvora Thaur, který existoval od 13. století do roku 1809. Tři věže odkazují na bývalý hrad Thaur, z něhož zbyla jen zřícenina.